# Mesa de Suchitímber
Mesa de Suchitímber är en ort i Mexiko.   Den ligger i kommunen Villa Victoria och delstaten Mexiko, i den sydöstra delen av landet, 100 km väster om huvudstaden Mexico City. Mesa de Suchitímber ligger 2 719 meter över havet och antalet invånare är 511.
Terrängen runt Mesa de Suchitímber är kuperad åt sydväst, men åt nordost är den platt. Runt Mesa de Suchitímber är det ganska tätbefolkat, med 144 invånare per kvadratkilometer. Närmaste större samhälle är Amanalco de Becerra, 18,7 km sydost om Mesa de Suchitímber. I omgivningarna runt Mesa de Suchitímber växer huvudsakligen savannskog.